# L'Agulhon
L'Agulhon (L'Agulhon en occità, pronunciat més o manco com a L'Agullú; i L'Aiguillon en francès) és un municipi francès situat al departament de l'Arieja i a la regió d'Occitània.